# 维勒基耶
维勒基耶（法語：Villequier，法語發音：[vilkje]）是法国滨海塞纳省的一个旧市镇，属于鲁昂区。2016年1月1日，维勒基耶与邻近的两个市镇合并为新市镇里沃昂塞纳。

## 地理
维勒基耶（49°30'47"N, 0°40'26"E）面积11.1 平方千米，位于法国诺曼底大区滨海塞纳省，该省份为法国北部沿海省份，其西部及北部濒大西洋英吉利海峡，东起顺时针与索姆省、瓦兹省、厄尔省和卡爾瓦多斯省接壤。
与维勒基耶接壤的市镇（或旧市镇、城区）包括：圣阿尔努、圣尼古拉-德布利克蒂、图夫勒维尔-拉卡布勒、特里凯维尔、瓦特维尔拉吕。
维勒基耶的时区为UTC+01:00、UTC+02:00（夏令时）。

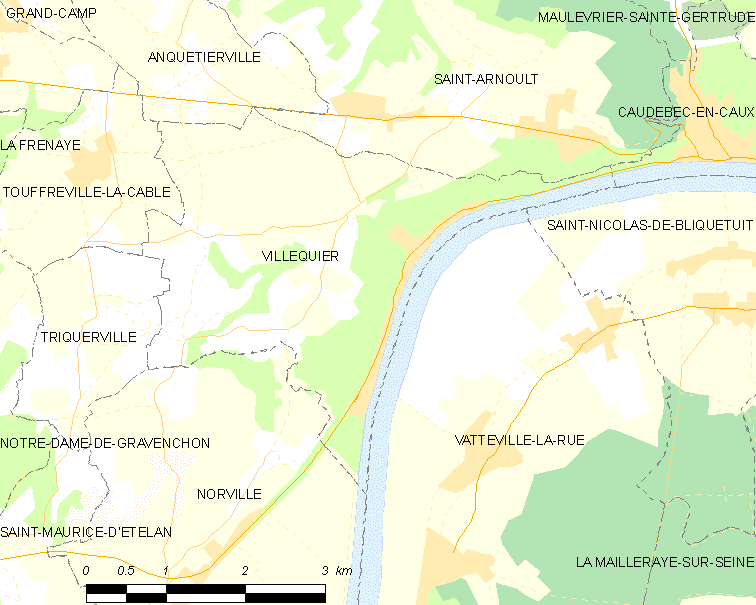
维勒基耶的OSM定位图

## 行政
维勒基耶的邮政编码为76490，INSEE市镇编码为76742。

## 政治
维勒基耶所属的省级选区为塞纳河畔热罗姆港县。

## 人口

1962-2008年间维勒基耶人口变化图示

维勒基耶于2018年1月1日时的人口数量为691人。